# Leyenkopf
Der Leyenkopf ist ein 431,5 m hoher Berg und Teil des Bergrückens des Rassbergs in Salchendorf und Zeppenfeld in Neunkirchen im Kreis Siegen-Wittgenstein in Nordrhein-Westfalen. Er wird dem Naturraum Mittleres Hellertal zugerechnet.
An den Berghängen befanden sich die Gruben Junger Löwe (ab 1839) und Gleiskaute (ab 1780) auf Salchendorfer Seite, Hoffnungsstern (1863–1885, Bleiförderung in einem kleinen Schacht) auf Zeppenfelder und Zankapfel (ab 1863) auf Wiedersteiner Gebiet.